# Шайдана
Шайдана́ (каз. Шәйдана) — село в Жамбылском районе Жамбылской области Казахстана, входит в состав сельского округа Карасу. Код КАТО — 314061800.

## География
Село расположено в центрально-восточной части Жамбылского района вблизи Сенгирбайского водохранилища в 27 километрах к северо-западу от областного центра города Тараз, в 8 километрах к северу от районного центра села Аса и в 3 километрах к северо-западу от административного центра сельского округа села Ащыбулак. Ближайшая железнодорожная станция Аса (село Аса) — расположена в 7 километрах к югу от села (по дороге — 14,3 км). Соседние населённые пункты: Ащыбулак в 3 километрах к юго-востоку. Транспортное сообщение осуществляется посёлочными дорогами с выходом на автодорогу КН-2 к югу. Высота центра населённого пункта — 499 метров над уровнем моря.

## Население
| Численность населения | Численность населения | Численность населения |
| 1989                  | 1999                  | 2009                  |
| --------------------- | --------------------- | --------------------- |
| 1001                  | ↘789                  | ↘470                  |